# 任天祚
任天祚（1542年—？），字良錫，號挹庭，直隸河間府天津衛軍籍。明朝政治人物。

## 生平
治《詩經》，隆慶四年（1570年）由衛學生中式順天府鄉試第十二名舉人，隆慶五年（1571年）聯捷辛未科第二甲第三十名進士。都察院觀政，授兵部主事，管理山海关，丁憂歸。六年复除本部，九年升员外郎，十年官兵部郎中，萬曆十一年（1583年）正月升山東辽海道副使，十二月叙辽东大捷功，升一级，加参政銜。十三年五月录辽东沈阳战功，升一级，加升按察使衔。十四年升右布政使，照旧管事。十五年因考察降用，去职闲住。

## 家族
曾祖任昭；祖父任倫；父任鐸，母王氏。具慶下。妻何氏。行一。